# جون غراي (سياسي أيرلندي)
جون غراي (بالإنجليزية: John Gray)‏ هو صحفي وسياسي أيرلندي، ولد في 13 يوليو 1815 في جمهورية أيرلندا، وتوفي في 9 أبريل 1875 في باث في المملكة المتحدة. حزبياً، نشط في Home Rule League ‏. في الانتخابات العامة في المملكة المتحدة 1865 ‏، انتخب عضو برلمان المملكة المتحدة الـ19 عن دائرة Kilkenny City (UK Parliament constituency) ‏ (11 يوليو 1865 – 11 نوفمبر 1868) وفي الانتخابات العامة في المملكة المتحدة 1868 ‏، انتخب عضو برلمان المملكة المتحدة الـ20 عن دائرة Kilkenny City (UK Parliament constituency) ‏ (17 نوفمبر 1868 – 26 يناير 1874) وفي الانتخابات العمومية البريطانية 1874 ‏، انتخب عضو برلمان المملكة المتحدة الـ21 عن دائرة Kilkenny City (UK Parliament constituency) ‏ (31 يناير 1874 – 9 أبريل 1875).